# Raiateajufferduif
De raiateajufferduif (Ptilinopus chrysogaster) is een soort jufferduif uit de familie Columbidae (duiven). De vogel werd in 1854 door George Robert Gray als aparte soort beschreven. Eerder werd deze duif beschouwd als een ondersoort van de Tahitiaanse jufferduif (Ptilinopus purpuratus) . Het is een  bedreigde, endemische vogel uit Frans-Polynesië.

## Kenmerken
De vogel is 20 tot 24 cm lang. Het is een kleine jufferduif met een korte staart. De vogel is overwegend groen gekleurd met een lichtpaarse kruin, grijze nek en borst en gele buik. De vogel lijkt sterk op de Tahitiaanse jufferduif, maar er zijn meer contrasten tussen kleuren en de kruin is veel lichter paars, met een geelkleurige afscheiding. De borst en buik zijn lichter getint.

## Verspreiding en leefgebied
De  raiateajufferduif komt voor op het eilanden Huahine, Raiatea, Tahaa, Bora Bora en Maupiti (de Genootschapseilanden). Het leefgebied is regenwoud in laagland tot op 450 meter boven zeeniveau.

## Status
De  raiateajufferduif heeft een beperkt verspreidingsgebied en daardoor is de kans op uitsterven aanwezig. Mogelijk is de vogel op Maupiti uitgestorven sinds 2001. De populatiegrootte op andere eilanden is onbekend. De grootte van de populatie werd in 2018 door BirdLife International geschat op 1000 tot 2500 volwassen individuen en de populatie-aantallen nemen af door habitatverlies als effect van de introductie van invasieve plantensoorten en roofdieren. Om deze redenen staat deze soort als bedreigd op de Rode Lijst van de IUCN.